# Овчинников, Владимир Афанасьевич
Влади́мир Афана́сьевич Овчи́нников (4 октября 1941, Щучье Озеро, Молотовская область — 25 января 2015 или 24 января 2015, Санкт-Петербург) — российский художник, скульптор, сценограф

, один из ведущих мастеров «неофициального искусства» Ленинграда, Заслуженный художник Российской Федерации (2005).

## Биография
Родился в семье ленинградцев, уехавших в эвакуацию в Пермскую область. В 1945 году семья вернулась в деревянный дом, стоявший в ленинградском пригороде Шувалово. По словам художника, когда в детстве он почувствовал, что с помощью рисования и живописи может «обрести свой язык», то серьёзно занялся самообразованием. В этот период большое влияние на него оказало знакомство с художником Евгением Семеошниковым.
Работал такелажником в Эрмитаже, в Мариинском театре под руководством Кирилла Кустодиева, автор росписей в храмах. В 1964 году организовал в Растреллиевской галерее Эрмитажа получившую скандальную известность выставку пятерых художников — рабочих музея Шемякина, Кравченко, Лягачева, Уфлянда, Овчинникова.
Специального художественного образования не имел. Участвовал в более 300 выставках в России и за рубежом. Действительный член Академии современного искусства Санкт-Петербурга. Жил и работал в Санкт-Петербурге. Похоронен на Северном кладбище.
Владимир Овчинников являлся внучатым племянником известного в прошлом петербургского художника-иллюстратора и писателя Владимира Табурина.
Овчинников признавался, что в молодости не чувствовал себя достаточно сильным для того, чтобы погрузиться в систему советского художественного образования и не оказаться сломленным как личность. Советская идеология была ему чужда с юности. Поэтому он искал иные, нестандартные для своего времени пути в искусство. Он работал помощником маляра-декоратора в Кировском театре, а позже — в хозчасти Эрмитажа вместе с другими молодыми художниками и литераторами. Зимой 1971 года художник организовал в своей мастерской в Кустарном переулке одну из первых так называемых квартирных выставок, после которой Овчинникова лишили мастерской «за использование её не по назначению».
Владимир был одним из организаторов знаменитых выставок в домах культуры имени Газа и Невском в 1974 и 1975 годах. Это были первые разрешенные властями выставки неофициальных художников, на которых рядовой советский зритель впервые смог увидеть альтернативные направления отечественного современного искусства от абстракции до сюрреализма.
Овчинников представил на этих выставках ряд работ, в которых современность причудливо смешивалась с библейскими и мифологическими сюжетами. Художника всегда увлекала тема чуда и его крайнего проявления — абсурда. В поисках сюжетов для картин он охотно обращается к любимым им писателям-абсурдистам — Борхесу, Ионеско, Беккету, а зачастую сам придумывает сюжетную фабулу для своих произведений. Вне зависимости от времени и от исторических обстоятельств, его картины полны метких зарисовок, неожиданных ассоциаций, и неизменного юмора, с которым он повествовал о самых серьёзных вещах.

## Избранные выставки
- 1995 — «Художник и поэт» Мемориальный музей-квартира А. С. Пушкина, Санкт-Петербург, Россия
- 1995 — «Коллекция А.Глезера» Государственный Музей изобразительных искусств им. А. С. Пушкина, Москва, Россия
- 1995 — «От ГУЛАГа до гласности» Университет Нью-Джерси, США
- 1995 — Галерея CGER Брюссель, Бельгия
- 1994—1996 — «Самоидентификация» передвижная выставка Киль-Берлин-Осло-Сопот-Санкт-Петербург-Копенгаген
- 1992 — Галерея Мари-Терез Кошен, Париж. Совместная выставка с Ксенией Кривошеиной (скульптор-ювелир, художник, литератор. Париж)
- 1992 — Центральный выставочный зал «Манеж» Санкт-Петербург, Россия
- 1990 — Stedelijk Museum Амстердам, Нидерланды
- 1989 — Галерея Эдуарда Нахамкина, Нью-Йорк, США
- С 1987 — Ежегодные выставки в Центральном выставочном зале «Манеж» Санкт-Петербург, Россия
- 1986 — Музей неофициального советского искусства, Джерси-Сити, США

## Работы находятся в собраниях
- Государственный Эрмитаж, Санкт-Петербург.
- Государственный Русский музей, Санкт-Петербург.
- Государственная Третьяковская галерея. Москва.
- Музей современного искусства Эрарта, Санкт-Петербург.
- Музей актуального искусства ART4.RU, Москва.
- Музей истории города, Санкт-Петербург.
- Музей Достоевского, Санкт-Петербург.
- Музей Метрополитен, Нью-Йорк.
- Rutgers Museum, Нью-Джерси.
- Художественный музей, Пекин.
- AOK-Galerie, Дюссельдорф.
- Галерея Мари-Терез Кошен, Париж.
- Художественный музей, Тарту.
- частные коллекции России, США, Франции, Германии, Италии, Швейцарии и Японии.

## Художник о своем творчестве
«Я предпочитаю делать две или три работы одновременно. Я же работаю и в мастерской, и дома. С удовольствием переключаюсь на новую работу, на новый формат. Это удобно тем, что не замыливается глаз.
На выставке работа смотрится принципиально по-иному, чем в мастерской. Прежде всего, выставку делаешь для себя, а не для зрителя. На ней ты работы видишь как бы заново, что называется свежим взглядом. Поэтому для меня важно не то, что выставку посмотрело 20 человек, а то, что я увидел её по-новому.»